# SGT-42
SGT-42，化学名N-(1-甲基-1-苯基乙基)-1-(4-四氢吡喃基甲基)吲唑-3-甲酰胺（缩写CUMYL-THPINACA）是一种含氮有机化合物，化学式C
23H
27N
3O
2，属于3-吲唑甲酰胺衍生物，可作为合成大麻素，2015年列入《非药用类麻醉药品和精神药品名录》。